# Изгнание владыки

«Изгнание владыки» — фантастический роман Григория Адамова, опубликованный посмертно в 1946 году. Адамов приступил к написанию романа в 1938 году и в рамках сбора материала совершил путешествие в Арктику.

## Название
«Владыка — холод, который еще царит в Арктике»

## Сюжет
19.. год. Бойцы пограничной заставы ловят перебежчиков из-за кордона. Заставу инспектирует товарищ майор МГБ Комаров. Один из задержанных привлекает внимание майора. Перебежчика Кардана во время транспортировки похищают четыре вооружённых человека в масках и везут его в экспрессе Одесса-Киев, однако в районе Вознесенска Кардан выпрыгивает с поезда. Преследуя его, майор Комаров оказывается на кашалотообразном пассажирском геликоптере «Дедал», следующем рейсом Николаев-Свердловск. В Воронеже Кардан сходит на землю и останавливается в квартире лаборанта Заммеля. Затем Кардан на геликоптере летит к Москве. Тем временем на севере Советского Союза ведётся «арктическое строительство» под эгидой министерства Великих арктических работ (ВАР).
Молодой учёный-гидрогеолог Сергей Лавров приходит в гости к своей знакомой Ирине Денисовой и в присутствии зашедшего также к ней Николая Березина излагает идею повышения температуры в Северном Ледовитом океане с целью организации круглогодичной навигации и превращению советской Арктики в оазис. Для реализации этой идеи Лавров предлагает направить Гольфстрим в сторону Таймыра. Ирина, в которую влюблены и Лавров и Березин, восторженно принимает эту идею, вскоре поддержанную на высшем государственном уровне. Мучимый завистью и ревностью Березин, для вида также поддержавший план Лаврова, вступает в контакт с корреспондентом Эриком Гоберти, который объясняет, что северный морской путь вызывает озабоченность деловых кругов Запада из-за угрозы рентабельности Суэцкого канала.
Первая подводная тепловая шахта грандиозной советской стройки бурится на дне в районе острова Рудольфа. В подводном посёлке строителей «Замминистра ВАРа» Лавров рассказывает Гоберти особенности арктического строительства. Между тем в шахте № 3 происходит авария из-за дефектного поршня, за которой могут стоять диверсии или саботаж. Одного из работников арестовывают и он гибнет в «доме предварительной изоляции» до завершения расследования. Однако во льдах в районе Мыса Желания взрывается ледокол «Чапаев». Майор Комаров, преследующий Кардана, чудом остается в живых, но оказывается в вездеходе на льдине с торосами посреди Карского моря, где ему со спутниками приходится отстреливаться от белого медведя. С помощью скафандра он направляется к шахте № 6. Тем временем, горнопроходчики наталкиваются на магмовую жилу, что вызывает очередную аварию на шахте № 6 на острове Октябрьской Революции, недалеко от пролива Шокальского. Комаров обнаруживает лагерь с иностранным самолётом и ввязывается в перестрелку, в ходе которой ему удаётся захватить в плен Кардана (Коновалов, он же Курилин). Комаров встречает Лаврова, который руководит ликвидацией аварии в подводном посёлке. В ходе допроса выясняется, что Кардан — это 45-летний сын белоэмигранта Коновалова, родившийся в Германии накануне прихода фашистов к власти (таким образом, действие романа происходит не позже 1978 года). Нити заговора вели к руководству компании Суэцкого канала. Узнав о провале, Гоберти принимает цианистый калий. Березин осуждён и отбывает наказание в Якутии. В ходе задержания диверсантов гибнет майор Комаров, но его именем называют электроход. Лавров открывает гольфстримскую трассу и столбы подводного пара раскалывают льды, открывая Северный морской путь. Его женой становится Ирина.

## Мир романа
Упомянут телевизор, электромобиль (тульский «ТЭМ-146»), электроцикл, аэромобиль, стратоплан, орнитоптер, «океанские электроходы» («Карелия», «Днепр», «Десна», «Полтава» и «Дон»), «электрокомбайн», геликоптер, гелиостанции (в Крыму, на Кавказе и в республиках Средней Азии), ветроэлектростанция, радиотелефон, световое ружье, телевизефон, счетно-аналитические машины, георастворитель, «инфракрасный ночной бинокль» и «инфракрасные сторожа».
Центром политической жизни Советского Союза является московский Дворец Советов. Редкие товары (икра, старинные гравюры, геликоптеры) приобретаются по талонам. Из блюд упоминается кофе, конфеты, шоколад, варенье, печенье, апельсин, виноград, колбаса и тюленьи отбивные «по-североземельски».

## Издания
- Адамов Г. Изгнание владыки. Москва — Ленинград, Детгиз 1946 г. 598 с. Тираж: 30000 экз
- Адамов Гр. Изгнание владыки. Новосибирск, 1958 г. 458 с. Тираж: 75000 экз
- Адамов Г. Изгнание владыки. Киев Молодь 1959
- Адамов Г. Изгнание владыки. М.: Терра 1995 ISBN 5-300-00139-2
- Адамов Г. Изгнание владыки. М.: Эксмо, 2008. 576 с. Тираж: 4000 экз ISBN 978-5-699-28587-7
- Адамов Г. Изгнание владыки. Победители недр. Фрунзе, Киргизучпедгиз, 1958, 761 стр.Тираж: 225000 экз